# لوكا ناردي
لوكا ناردي (بالانجليزية: Luca Nardi) هو لاعب تنس ايطالي محترف، كما انه حاصل على المركز 130 في تصنيف رابطة محترفي التنس (ATP) والذي حققه في 17 أكتوبر 2022. وحاصل على المركز 313 في التصنيف العالمي والذي حققه في نفس السنة.

## المسار

### 2020-2021: أول ظهور في بطولات رابطة محترفي التنس
ظهر ناردي في قرعة رابطة محترفي التنس لأول مرة في بطولة أوروبا المفتوحة لعام 2020 في الفردي، حيث خسر أمام ماركوس جيرون في ثلاث مجموعات.
في 13 ديسمبر 2021 وصل إلى تصنيفات مهنية عالية في العالم حيث احتل المرتبة 356 في التصنيف الفردي والمرتبة 544 في التصنيف الزوجي وذلك بعدما وصل إلى الدور قبل النهائي في الفردي والربع النهائي في الزوجي على التوالي كبديل في النسخة الثالثة من بطولة مدينة فورتي لسنة 2021.

### 2022: تألقه في بطولات رابطة محترفي التنس
في الأسبوع الأول من جولة بطولة رابطة لاعبي التنس المحترفين 2022، فاز ناردي بأول لقب له في بطولة سيتا دي فورلي 2022، وهزم موكوند ساسيكومار في النهائي. ونتيجة لذلك ارتفع إلى المركز 296 عالميًا في 17 يناير 2022.
كمت فاز بلقبه الثاني في تحدي بطولة سيتا دي لوغانو 2022، وهزم لياندرو ريدي في النهائي. فاز بلقبه الثالث في التحدي في بطولة رافا نادال المفتوحة لعام 2022 في ميورقة، بفوزه على زيزو بيرجز في النهائي. كان هذا أول فوز له على ملعب صلب في الهواء الطلق. ظهر لأول مرة في قائمة أفضل 150 لاعبًا في العالم. باحتلاله المركز 142 في 12 سبتمبر 2022.
في بطولة استانا المفتوحة للتنس 2022، تأهل إلى القرعة الرئيسية بفوزه على المصنف الأول ديفيد جوفين. وفاز بأول مباراة له في اتحاد لاعبي التنس المحترفين والأولى في بطولات رابطة محترفي التنس 500 نقطة على مستوى الجولة، وذلك بتغلبه على زميله المؤهل ألكسندر شيفتشينكو ليبلغ الدور الثاني. ليخسر أمام المصنف الثالث ستيفانوس تيتيباس في مجموعات متتالية.

## نتائجه في الجولات النهائية لبطولات رابطة محترفي التنس وبطولات إي تي إف للرجال

### فردي: 7 (6-1)
| بطل (فردي)                          |
| ----------------------------------- |
| جولة بطولة رابطة محترفي التنس (3–0) |
| جولة ITF العالمية للتنس (3-1)       |

| النتائج حسب سطح اللعب |
| --------------------- |
| صعب (4-0)             |
| الطين (2-1)           |
| العشب (0-0)           |
| سجاد (0-0)            |

| نتيجة | W – L | تاريخ       | المسابقة          | صنف البطوالة                  | سطح     | الخصم             | نتيجة                 |
| ----- | ----- | ----------- | ----------------- | ----------------------------- | ------- | ----------------- | --------------------- |
| فوز   | 1–0   | مارس 2020   | شرم الشيخ ، مصر   | جولة التنس العالمية           | الصعب   | ياروسلاف بوسبيشيل | 5-7 ، 6-4 ، 7-6 (7-5) |
| فوز   | 2-0   | يونيو 2021  | جينوفا ، إيطاليا  | جولة التنس العالمية           | طين     | جوهان نيكليس      | 6-4 ، 6-2             |
| خسارة | 2-1   | يوليوز 2021 | بيروجيا ، إيطاليا | جولة التنس العالمية           | طين     | أندريا باسو       | 3-6 ، 6-4 ، 6-7 (3-7) |
| فوز   | 3-1   | يبتمبر 2021 | مدريد ، إسبانيا   | جولة التنس العالمية           | طين     | لويس ويسلز        | 7-5 ، 6-2             |
| فوز   | 4-1   | يناير 2022  | فورلي ، إيطاليا   | جولة بطولة رابطة محترفي التنس | صعب (ط) | موكوند ساسيكومار  | 6-3 ، 6-1             |
| فوز   | 5-1   | مارس 2022   | لوغانو ، سويسرا   | جولة بطولة رابطة محترفي التنس | صعب (ط) | لياندرو ريدي      | 4-6 ، 6-2 ، 6-3       |
| فوز   | 6-1   | أغسطس 2022  | مايوركا ، إسبانيا | جولة بطولة رابطة محترفي التنس | الصعب   | زيزو بيرجز        | 7-6 (7-2) ، 3-6 ، 7-5 |

### زوجي: 1 (1–0)
| بطل (زوجي)                          |
| ----------------------------------- |
| جولة بطولة رابطة محترفي التنس (0–0) |
| جولة ITF العالمية للتنس (1-0)       |

| النهائيات حسب السطح |
| ------------------- |
| صعب (1–0)           |
| الطين (0–0)         |
| العشب (0-0)         |
| سجاد (0-0)          |

| نتيجة | W – L | تاريخ     | المسابقة        | صنف البطولة         | سطح   | شريك            | الخصوم                    | نتيجة              |
| ----- | ----- | --------- | --------------- | ------------------- | ----- | --------------- | ------------------------- | ------------------ |
| فوز   | 1–0   | مارس 2021 | شرم الشيخ ، مصر | جولة التنس العالمية | الصعب | جاكوبو بيريتيني | هسو يو هسيو شينتارو إيماي | 6–3 ، 2–6 ، [10–7] |

## قائمة المراجع
1. ↑  "Luca Nardi | Overview | ATP Tour | Tennis". ATP Tour. مؤرشف من الأصل في 2022-11-04. اطلع عليه بتاريخ 2022-10-19.
2. ↑  "Ruben Bemelmans tests positive for corona and fits for ATP-Antwerp |..." AlKhaleej Today. 18 أكتوبر 2020. مؤرشف من الأصل في 2022-10-19. اطلع عليه بتاريخ 2022-10-19.
3. ↑  "Ruben Bemelmans tests positive for corona and fits for ATP-Antwerp |..." AlKhaleej Today. 18 أكتوبر 2020. مؤرشف من الأصل في 2022-10-19.
4. ↑  "Luca Nardi vince il torneo ATP Challenger di Forlì a 18 anni". سكاي سبورتس. 9 يناير 2022. مؤرشف من الأصل في 2022-02-01.
5. ↑  "Sasikumar loses to Luca Nardi in final in Italy". United News of India. 10 يناير 2022. مؤرشف من الأصل في 2022-01-10.
6. ↑  "Luca Nardi vince il Challenger di Lugano: secondo successo e best ranking". سكاي سبورتس. 3 أبريل 2022. مؤرشف من الأصل في 2022-05-01.
7. ↑  "ZIZOU BERGS VS. LUCA NARDI – MALLORCA 2022". رابطة محترفي التنس. 4 سبتمبر 2022. مؤرشف من الأصل في 2022-09-26.
8. ↑  "Luca Nardi Seeks Stefanos Tsitsipas Upset in Astana | ATP Tour | Tennis". مؤرشف من الأصل في 2022-10-19.
9. ↑  "Stefanos Tsitsipas Passes Luca Nardi Test in Astana | ATP Tour | Tennis". مؤرشف من الأصل في 2022-10-11.

## وصلات خارجية
- الصفحة الخاصة باللاعب لوكا ناردي في موقع رابطة محترفي كرة المضرب.

- لوكا ناردي في موقع الاتحاد الدولي لكرة المضرب